# Domingo de Guerrero
Domingo de Guerrero fue un funcionario de San Juan, Argentina, durante los últimos años del Virreinato del Río de la Plata y los primeros de las Provincias Unidas del Río de la Plata.

## Biografía
Probablemente oriundo de Chile, vivía a comienzos del siglo XIX en la ciudad de San Juan de la Frontera, donde se desempeñaba como Administrador de la Renta de Correos.
En 1810 integraba el cabildo de su ciudad. Asistió al cabildo abierto que convocó el comandante de armas de San Juan José Javier Jofré el 7 de julio de ese año, así como a las reuniones posteriores de los días 9 y 10 de ese mes y año, a los efectos de tratar la adhesión a la Junta Gubernativa establecida en Buenos Aires tras los sucesos del 25 de mayo.
El 17 de enero de 1811 presentó ante el Cabildo de San Juan un "Plan de la nueva carrera de postas que se intenta establecer de esta ciudad a la de San Luis" aconsejando desecharla por sus elevados costos.
En 1815 se desempeñó como Ministro Contador de las Haciendas del Estado de la provincia de Cuyo durante la gobernación de José de San Martín. Cultivó la amistad del libertador y mantuvo correspondencia habitual con él. Por ese medio, el 9 de noviembre de 1818, le ofreció a su hijo para sumarlo a su empresa en Chile.
Casó con María Marcelina de la Rosa de Aberastain, con quien tuvo varios hijos. Una de sus hijas, Águeda Guerrero de la Rosa, casó el 21 de octubre de 1818 con el salteño Francisco de Gurruchaga, exdiputado en la Junta Grande y creador de la primera escuadra patriota, quien había sido enviado en misión secreta a Chile. Fueron sus padrinos Francisco Narciso de Laprida y María del Tránsito de Oro. Al igual que su padre, Gurruchaga se desempeñaba desde 1813 como Administrador de Correos de Salta. Ambos fueron padres de al menos un hijo, Isaac Gurruchaga Guerrero, quien casó con Amalia Güemes Nadal, hija de Napoleón Güemes Goyechea y sobrina del héroe ed la guerra gaucha Martín Miguel de Güemes.